# Ciudad Suoyang
La ciudad de Suoyang (en chino simplificado, 锁 阳 城; pinyin, Suǒyáng Chéng), también llamada Kuyu (苦峪), es una antigua ciudad china en ruinas localizada en la Ruta de la Seda en el condado de Guazhou de la provincia de Gansu, en el noroeste del país. Establecida por primera vez como condado de Ming'an en 111 a. C. por el emperador Wu de Han, la ciudad fue reubicada y reconstruida en el sitio actual en 295 d. C. por el emperador Hui de la dinastía Jin (265-420). Como capital de la comandancia de Jinchang (más tarde prefectura de Guazhou), la ciudad prosperó durante la dinastía Tang y el Imperio tangut. Fue un importante centro administrativo, económico y cultural del corredor del Hexi durante más de un milenio, con una población estimada máxima de 50 000 habitantes. Fue destruida y abandonada en el siglo XVI, después de que la dinastía Ming fuera atacada por Mansur Khan de Mogolistán.
Las ruinas de la ciudad comprenden la ciudad interior, la ciudad exterior y varios yangmacheng (los recintos amurallados utilizados como fortalezas en tiempos de guerra). Fuera de las murallas de la ciudad, el yacimiento arqueológico más amplio incluye el sitio original del condado de Ming'an, más de 2000 tumbas, y los restos de un extenso sistema de riego con más de 90 km de canales. El parque arqueológico también comprende un número de enclaves budistas, incluyendo el templo de Ta'er, las cuevas de los Mil Budas del Este, las cuevas Jianquanzi (碱泉子石窟) y las cuevas Hanxia (旱峡石窟).
La ciudad de Suoyang está catalogada como uno de los Monumentos de la República Popular China más importantes (n.º 4-50). En 2014, fue inscrito en la lista del Sitios de Patrimonio Mundial de la UNESCO como parte de la «Ruta de la Seda: Corredor Chang'an-Tian Shan».

## Ubicación
La ciudad de Suoyang está localizada en el desierto de Gobi, al sureste de la moderna ciudad de Suoyangcheng, en el condado de Guazhou de la provincia de Gansu, en el noroeste de China. Ocupa el sitio de un antiguo oasis en el corredor del Hexi, con una altitud de 1358 m s. n. m.. Durante su existencia de aproximadamente 1700 años, la ciudad fue un importante lugar político, económico, militar, y clave  en la Ruta de la Seda, entre Dunhuang (Shazhou), al oeste, y Jiuquan (Suzhou), al este.

## Ruinas de ciudad
La ciudad amurallada comprende una ciudad interior, una ciudad exterior y varias fortalezas yangmacheng entre ambas.

### Ciudad interior

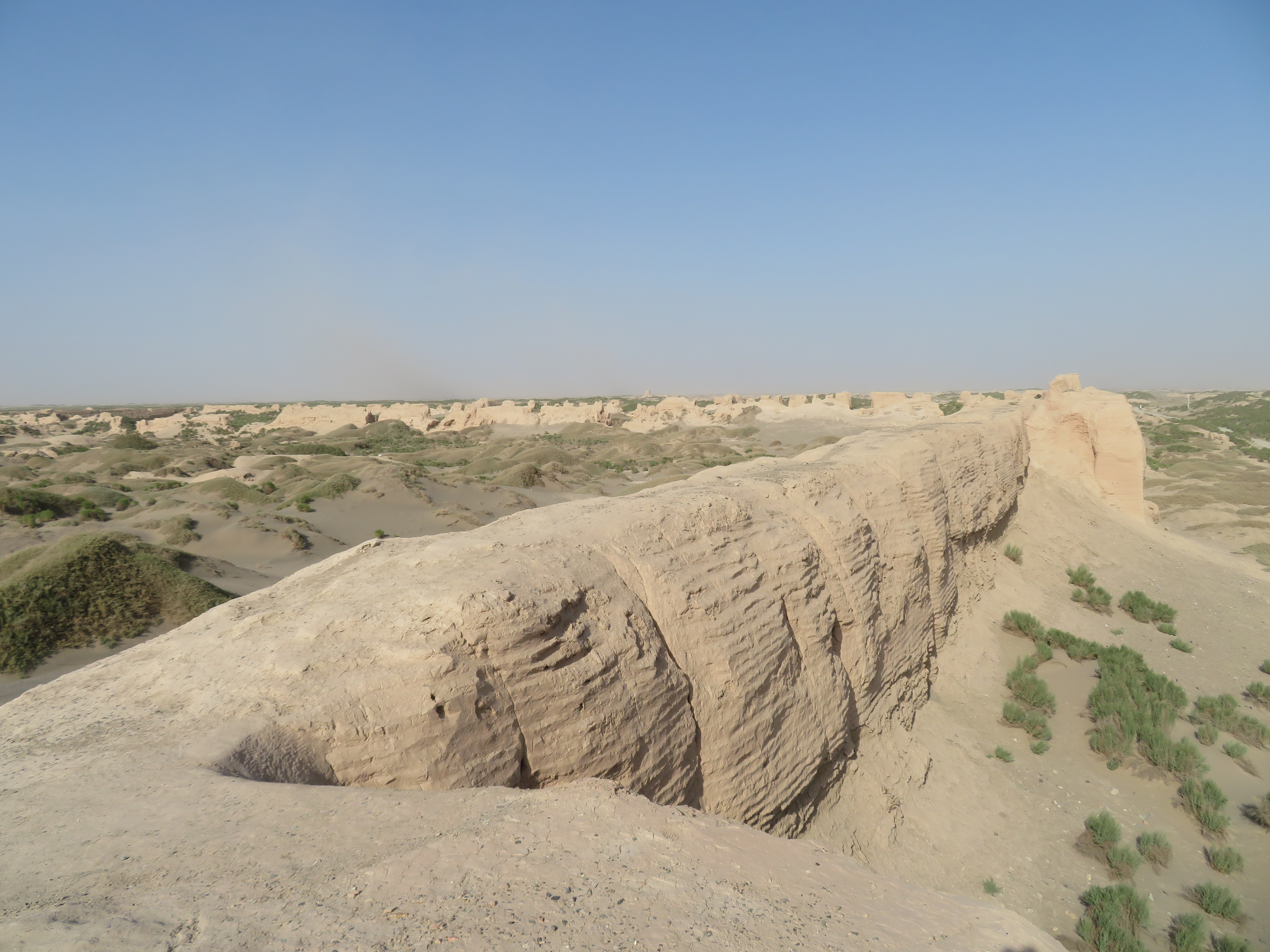
Muralla de la ciudad interior

La ciudad interior tiene la forma de un rectángulo irregular que tiene una superficie de 285 000 m². Sus cuatro muros tienen 493,6 m (este), 576 m (oeste), 457,3 m (sur) y 534 m (norte). Las bases de tapial de las murallas tienen 19 m de ancho y las murallas que se conservan de 9 a 12,5 m de altura.
Dos calles principales cruzan a través de las puertas occidentales y del norte, respectivamente, con muchos callejones y calles más pequeñas entre ellos. Un muralla de partición divide la ciudad interior en dos secciones: la ciudad occidental, más grande, y la ciudad oriental, más pequeña. Se han encontrado muchos restos de casas y capas gruesas de carbón en la ciudad occidental, mientras que la ciudad oriental tiene pocos restos. Probablemente puede que la ciudad oriental albergara los edificios de gobierno y las residencias de los altos cargos oficiales, mientras la generalidad de la población viviría en la ciudad occidental. En la esquina noroeste de la ciudad interior, se conserva una muralla de 18 m de altura de adobe que servía de atalaya.

### Ciudad exterior

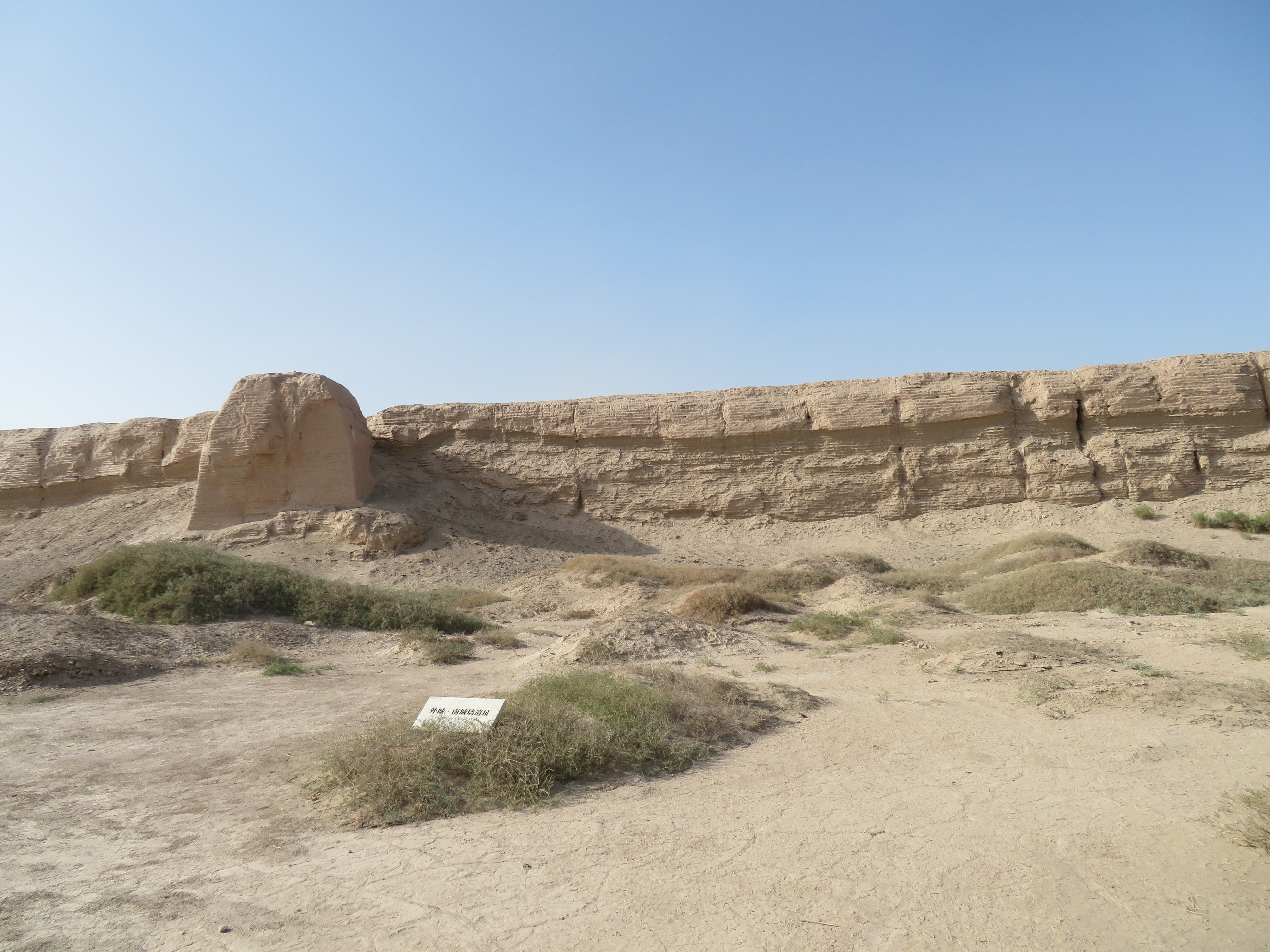
Sección meridional de la muralla de ciudad exterior

La ciudad exterior también es un rectángulo irregular. Sus muros miden 530,5 m en el este, 649,9 m en el oeste, y 1178,6 m en el norte. El muro sur está dividido en dos partes: una sección este de 497,6 m  y una occidental de 452,8 m. Las bases de las murallas exteriores de la ciudad miden entre 4 a 6 metros de ancho, y las murallas que se conservan miden tienen entre 4 y 11 metros de altura. La parte norte de la ciudad exterior está separada del resto por un muro interno al norte del centro de la ciudad.
Se cree que la ciudad exterior fue la máxima extensión de la ciudad de Suoyang en su apogeo durante la dinastía Tang. Fue destruida por las inundaciones procedentes de las montañas del sur, que rompieron el muro sur y lo cortaron en dos secciones. La mayoría de los edificios de la ciudad fueron destruidos o dañados, cuyos restos se han encontrado en las afueras de la ciudad, cubiertos por unos 70 cm de gruesa capa de sedimentos de inundación. La ciudad exterior y los muros exteriores no fueron reconstruidos ni reparados después de la destrucción.

### Yangmacheng
Entre las ciudades exteriores e interiores hay varias fortalezas conocidas como yangmacheng (literalmente, 'ciudad de ovejas y caballos'). Una característica común de las ciudades de la dinastía Tang, es que fueron utilizadas como recintos de animales en tiempos de paz para mantener separados a los humanos y al ganado como medida de prevención de enfermedades, y como fortalezas militares en tiempos de guerra. No hay indicios de que las de Suoyang hayan sido reparadas o utilizadas después de la dinastía Tang.

## Fuera de la ciudad amurallada

### Templo Ta'er

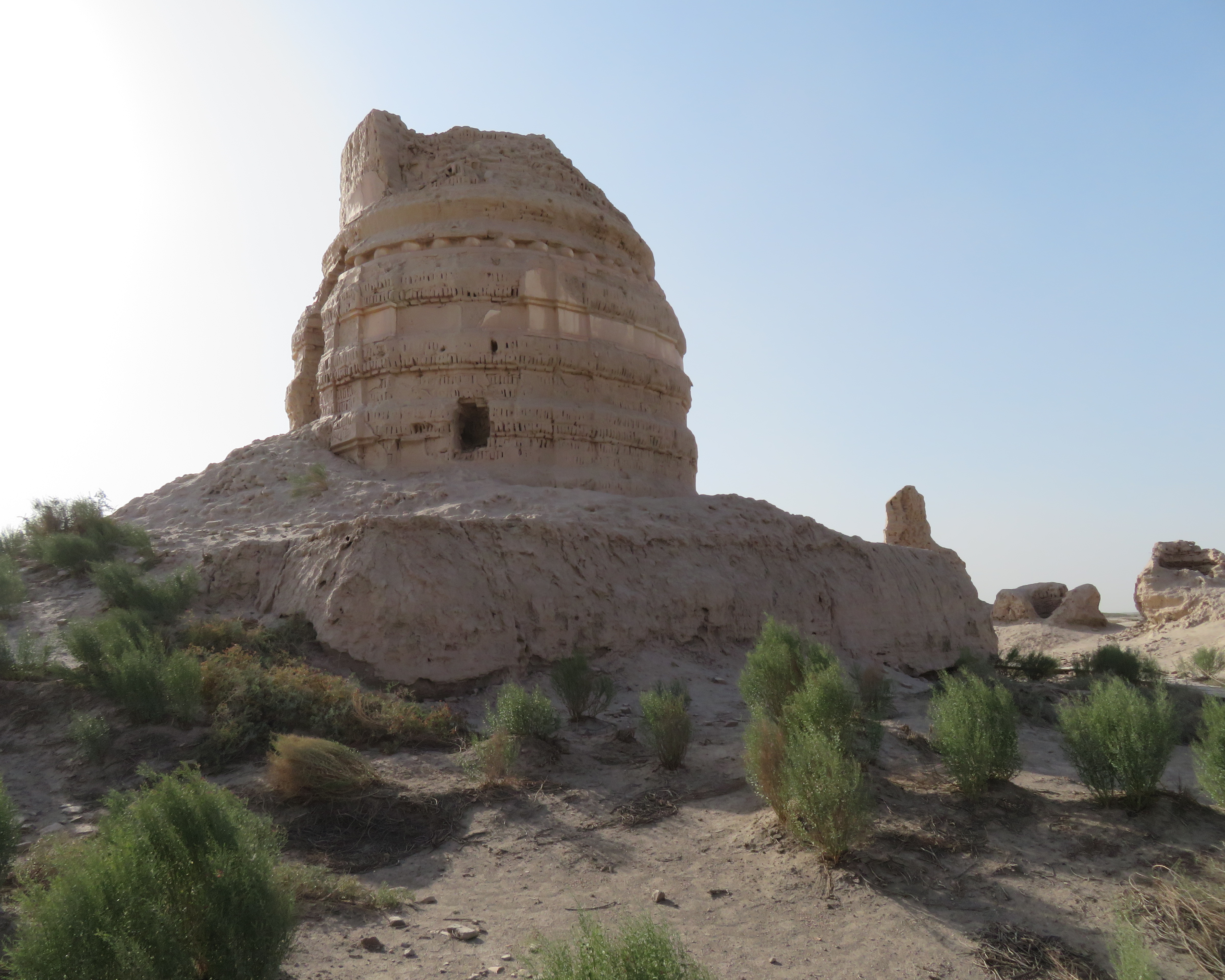
Pagoda principal del templo de Ta'er

A un kilómetro al este de la ciudad se encuentran los restos del templo budista Ta'er (literalmente, 'templo de la pagoda'), que se cree que era el templo del rey Ashoka registrado en documentos históricos. Fue destruido en la supresión del budismo del emperador Wu de Zhou del Norte y reconstruido en las dinastías Tang y del Imperio tangut occidental. Se dice que fue donde el gran monje Tang Xuanzang predicó durante un mes antes de partir para su peregrinaje a la India. La mayoría de las ruinas existentes datan del Imperio tangut, incluida la pagoda principal y once más pequeñas.

### Tumbas y cementerios
Muchas tumbas y cementerios se encuentran fuera de la ciudad, principalmente al sur y al sureste. Más de 2100 tumbas han sido descubiertas, que datan de épocas tempranas como la dinastía Han y mayoritariamente de la dinastía Tang. No han sido excavadas por arqueólogos, con la excepción notable de una gran tumba Tang que fue excavada en 1992 después de ser expoliada por saqueadores de tumbas. Muchos artefactos de la dinastía Tang fueron encontrados en la tumba, incluyendo figuras funerarias de la dinastía Tang de tipo sancai, sedas, porcelana y monedas. Una de las tumbas más ricas encontradas a lo largo de la ruta de Seda, probablemente perteneció a un gobernador de la prefectura de Guazhou o a un rico mercader.

### Sistema de riego
En el exterior de la ciudad se conservan ruinas de un amplio sistema de canales de riego, que desviaba agua del río Shule (llamado río Ming en la dinastía Han y río Ku en la dinastía Tang) para los cultivos. Aproximadamente 90 kilómetros de los canales regaban una área de 60 km² de terreno circundante a Suoyang. Está estimado que había 300 000 mu de terrenos de granjas en las dinastías Han y Tang. Es uno de los sistemas de riego antiguo más extensos en China y en el mundo.

## Historia
En 111 BC, el emperador Wu de la dinastía Han, estableció el condado de Ming'an (冥安縣) bajo la comandancia de Dunhuang. Estaba localizado a 4,5 km al nordeste de Suoyang. Durante la dinastía Jin Occidental, el emperador Hui estableció la comandancia de Jinchang (晉昌郡), que gobernó ocho condados. Ming'an cambió para ser la capital del nuevo condado, y se construyó una nueva ciudad  en el sitio actual en el 295 a. C. para servir como comandancia y sede del condado.
Después de la caída del Jin occidental, Jinchang fue controlada por una sucesión de reinos de corta duración, incluidos los de Antiguo Liang, Antiguo Qin, Liang Posterior, Liang del Sur, Liang del Oeste y el Wei del Norte. Durante la dinastía Sui, que reunificó China, Ming'an pasó a llamarse condado de Changle (常樂縣). En 621, en la posterior dinastía Tang, la comandancia de Jinchang pasó a llamarse Guazhou (prefectura de Gua), mientras que Changle (Ming'an) pasó a llamarse condado de Jinchang, que todavía sirve como sede de la prefectura.< La población de la ciudad durante la dinastía Tang se estima en 50 000 habitantes.
Como el imperio Tang quedó severamente debilitado por la rebelión de An Lushan, la ciudad cayó bajo el control del Imperio tibetano en 776, hasta que fue recuperada por el general Zhang Yichao leal a Tang en 849. Después del colapso de los Tang, el Imperio tangut ocupó Guazhou en 1036. Se convirtió en una ciudad importante del imperio Xia y en la sede de su región militar occidental. El emperador Li Renxiao, que una vez estuvo allí asentado, promovió el budismo y construyó muchos templos en cuevas cercanas. Después de que el Imperio mongol destruyera Xia del Oeste en 1227, la prefectura de Guazhou no fue restaurada hasta cincuenta años más tarde durante la dinastía Yuan, cuando estaba gobernada por el círculo de Shazhou.

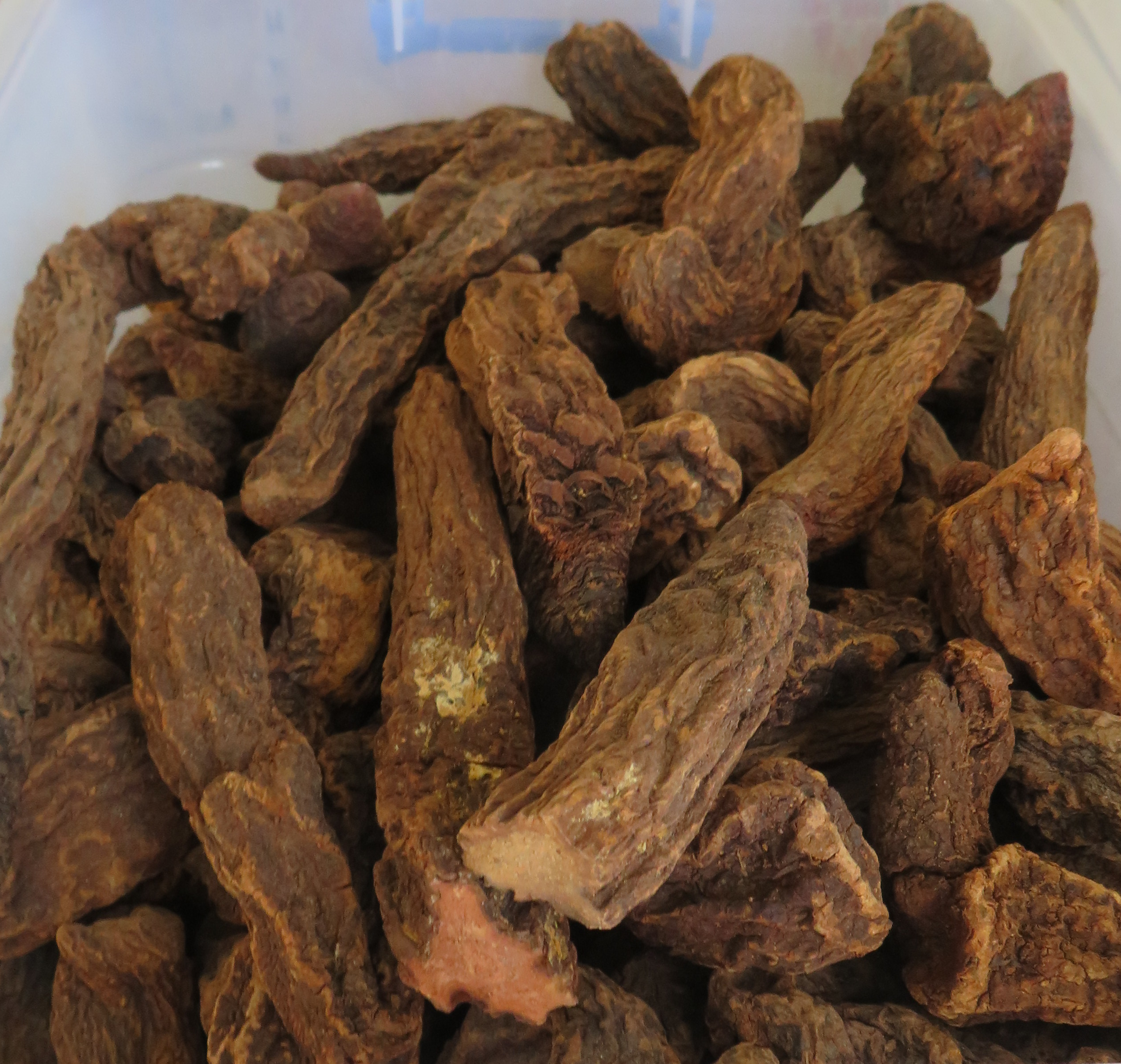
Secado de la suoyang (Cynomorium songaricum) del área local

Durante la dinastía Ming, la ciudad se llamó Kuyu (苦峪), un nombre que se registró por primera vez en 1405 en el  Ming Shilu. Cuando el rey de Hami fue amenazado por los mongoles, el emperador Chenghua de Ming lo trasladó a él y a sus seguidores a Kuyu en 1472. En 1494, el emperador Hongzhi reparó los muros de la ciudad que se conservaban de las eras Tang y Xia occidental. Dos décadas más tarde, bajo el ataque de Mansur Khan, los Ming se retiraron al este hacia el paso de Jiayu y Kuyu fue ocupada por Mansur. Sin embargo, las luchas constantes entre los mongoles, Mogolistán y otras tribus nómadas dañaron gravemente la ciudad y finalmente fue abandonada.
El nombre "Ciudad de Suoyang" proviene de la novela de la época de la dinastía Qing Campaña de Occidente de Xue Rengui, basada en las campañas del general de la dinastía Tang, Xue Rengui. En la novela y la leyenda popular que generó, las tropas de Xue fueron sitiadas en la ciudad por los Göktürks, y sobrevivieron comiendo la planta suoyang (Cynomorium songaricum) que crecía salvaje en la ciudad hasta que llegaron los refuerzos. Posteriormente, la ciudad en ruinas se conoció como la ciudad de Suoyang.

## Conservación
En 1996, el Consejo de Estado de China designó la ciudad de Suoyang como un importante sitio histórico y cultural protegido a nivel nacional (n.º 4-50). El sitio fue incluido en 2010 por la Administración Estatal de Patrimonio Cultural como candidato al estatus de Parque Arqueológico Nacional de China. En 2014, la ciudad de Suoyang fue uno de los 33 bienes individuales inscritos en la lista UNESCO de sitios del patrimonio mundial, como parte de Rutas de la Seda: corredor Chang'an-Tianshan. El área afectada por el sitio Patrimonio Mundial comprende 15 788,6 ha.